# Bataille de Korsoun (1648)
Soulèvement de Khmelnytsky
Batailles
- Jovti Vody
- Korsoun
- Starokostiantyniv
- Pyliavtsi
- Mazyr
- Loïew
- Zakhal (en)
- Zbaraj (en)
- Zboriv (en)
- Krasne (en)
- Kopytchyntsi (en)
- Berestetchko
- Loïew (en)
- Bila Tserkva (en)
- Batih (en)
- Jvanets

La bataille de Korsoun (en ukrainien : Корсунь, en polonais : Korsuń) le 26 mai 1648 est la deuxième bataille importante du soulèvement de Khmelnytsky. Près du site de l'actuelle ville de Korsoun-Chevtchenkivskyï, dans le centre de l'Ukraine, une force numériquement supérieure de Cosaques et de Tatars de Crimée sous le commandement de l'hetman Bohdan Khmelnytsky et de Tugay Bey attaque et défait les forces polono-lituaniennes sous le commandement des hetmans Mikołaj Potocki et Marcin Kalinowski. Comme lors de la bataille précédente à Jovti Vody, les forces de la république des Deux Nations, dépassées en nombre, prennent une position défensive, battent en retraite et sont complètement mises en déroute par les forces adverses.

## Contexte
Le 16 mai 1648, les forces de Bohdan Khmelnytsky ont écrasé et vaincu les forces du polono-lituaniennes sous le commandement de Stefan Potocki à la bataille de Jovti Vody. Le père de Stefan, le Grand Hetman de la Couronne Mikołaj Potocki, n'a pas été en mesure d'envoyer des renforts à temps pour le relever ; cependant, compte tenu du nombre de défections dans les forces envoyées pour combattre Khmelnytsky (l'essentiel des cosaques enregistrés ont changé d'allégeance et rejoint le soulèvement), il est douteux que les renforts aient pu aider à vaincre l'armée combinée des Cosaques et des Tatars, qui comptait 15 000 hommes. De sa position fortifiée au-delà de Tchyhyryne, à 25 km de Jovti Vody, Mikołaj Potocki entame une retraite vers le nord le 13 mai. Près de Tcherkassy, un survivant de la bataille de Jovti Vody se présente à Potocki le 19 mai avec la nouvelle de la défaite désastreuse. Deux jours plus tard, Potocki est aux environs de Korsoun-Chevtchenkivskyï lorsqu'il décide d'attendre le renfort de l'armée de six mille hommes de Jeremi Wiśniowiecki. 
Avec des forces combinées d'environ 5 000 hommes, Marcin Kalinowski et Mikołaj Potocki attendent les forces de Khmelnytsky qui franchissent bientôt les rivières Tiasmyn et Ros pour se diriger vers Korsoun. Potocki ordonne que Korsoun soit brûlée et place son armée devant son camp où ont lieu quelques escarmouches avec les Tatars. Les Cosaques commencent à construire des barrages sur la rivière à Stebliv. Lors d'un conseil de guerre, étant donné la supériorité des forces de l'ennemi, Potocki décide de se retirer le long de la route de Bohouslav le lendemain.

## Déroulement de la bataille
La retraite a commencé à l'aube, pendant laquelle les armées cosaques et tatares ont laissé passer les forces de Potocki jusqu'à ce qu'elles atteignent Horokhova Dibrova, à environ un kilomètre et demi de Korsoun, à midi. Khmelnytsky avait ordonné à son adjoint Maksym Kryvonis de préparer un piège dans cette « vallée marécageuse entre deux précipices », y compris des tranchées et une route barricadée. Le chaos qui s'ensuit, alors que les forces de la République pénètrent dans une vallée impénétrable, permet aux forces cosaques de Khmelnytsky de les attaquer par le flanc des deux côtés, massacrant rapidement des divisions entières. Seuls environ 1000 à 1500 membres des forces de la République (sous les ordres du colonel Korycki) parviennent à s'échapper. Les deux Hetman ont été faits prisonniers, et le reste de l'armée a été capturé ou tué.

## Conséquences
La Pologne-Lituanie se retrouve sans commandant militaire et Khmelnytsky poursuit son soulèvement, rassemblant ses forces vers Bila Tserkva.